# یولیا ریختر (بازیگر)
یولیا ریختر (آلمانی: Julia Richter؛ زادهٔ ۱۴ اوت ۱۹۷۰) هنرپیشه اهل آلمان است.